# Liam O’Flaherty

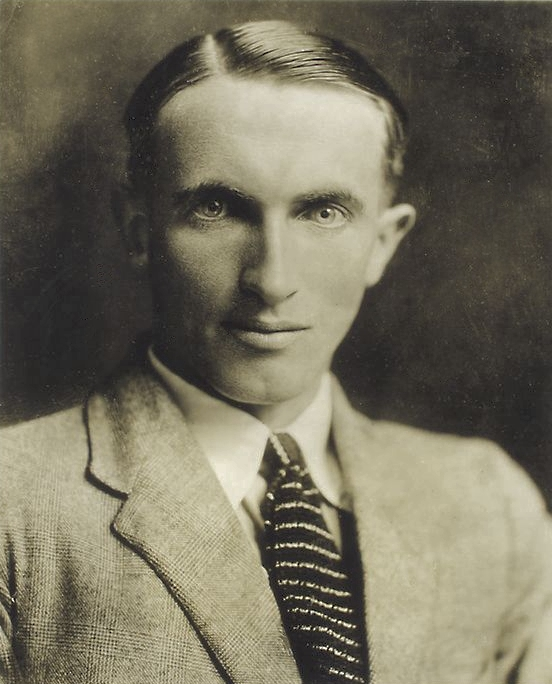
Liam O’Flaherty

Liam O’Flaherty (irisch Liam Ó Flaithearta, * 28. August 1896 in Gort na gCapall auf Inishmore; † 7. September 1984 in Dublin) war ein irischer Schriftsteller. Er war in den 1920er-Jahren einer der beliebtesten Autoren von Romanen und Kurzgeschichten in Irland.

## Leben

### 1896–1922: Lehr- und Wanderjahre
Liam O’Flaherty wurde als achtes von vierzehn Kindern geboren, von denen elf ihre Kindheit überlebten. Seine Eltern waren der Kleinbauer Michael O’Flaherty und dessen Frau Margaret O’Flaherty, geb. Ganley. Die Mutter war Protestantin.
O’Flaherty sollte ursprünglich auf Wunsch der Mutter Priester werden. Von 1908 bis 1913 besuchte er das Rockwell College, anschließend das Holy Cross College in der Clonliffe Road in Dublin. An seiner Berufung zweifelnd, verließ er das Priesterseminar aber schon nach kurzer Zeit und begann stattdessen ein Studium am National University College in Dublin, das er aber 1915 ebenfalls abbrach. Er trat daraufhin als Freiwilliger in die britische Elitetruppe der Irish Guards ein, wo er sich unter dem Namen Bill Ganly eintrug. Er kämpfte im Ersten Weltkrieg für Großbritannien. 1917 wurde er in Flandern verwundet und kehrte mit Granatschock aus dem Krieg zurück.
Psychisch desorientiert, zog er mehrere Jahre als ungelernter Arbeiter in Kanada und den Vereinigten Staaten umher. Er arbeitete in dieser Zeit als Holzfäller, Hotelportier, Bergarbeiter, Tellerwäscher, Fabrikarbeiter, Bankangestellter und Matrose. In den USA war er bei den Wobblies aktiv gewesen und in die Kommunistische Partei eingetreten. Als er Ende 1921 nach Irland zurückkehrte, gründete er im November gemeinsam mit Roddy Connolly, dem Sohn von James Connolly, die Kommunistische Partei Irlands. 1922 besetzte er mit arbeitslosen Dockarbeitern in Dublin das Rotunda-Konzerthaus, in dem seit 1910 ein Kino untergebracht war, hisste die Rote Fahne und rief die ‘Irische Sowjet-Republik’ aus, bis die Dubliner dem nach vier Tagen ein Ende machten.

### 1923–1950: Höhepunkte des künstlerischen Schaffens
Nicht zuletzt unter dem Eindruck des irischen Bürgerkriegs entschloss er sich zum Schreiben und veröffentlichte 1923 seine erste Kurzgeschichte The Sniper, die in einer Mischung aus realistischer Detailschilderung und symbolischer Verdichtung den irischen Bürgerkrieg als Bruderkrieg enthüllt und die Sinnlosigkeit des Kampfes verdeutlicht. Zwei Heckenschützen bekämpfen sich von benachbarten Hausdächern aus; nachdem der eine tot und der andere verwundet ist, erkennt der Verwundete, als er sich über den Toten beugt, dass er seinen eigenen Bruder erschossen hat.
Durch diese Kurzgeschichte wurde der einflussreiche Kritiker Edward Garnett auf ihn aufmerksam. Er half O’Flaherty 1923 bei der Veröffentlichung des Romans Thy Neighbour's Wife. Garnett machte ihn mit den Werken von Dostojewski und Gogol vertraut und betreute ihn bei der Ausarbeitung seines Werkes The Black Soul, eines weitestgehend autobiografischen Romans, der 1924 erschien.
Sein Roman The Informer wurde 1925 sein erster wirklicher Erfolg. Für ihn erhielt er noch im selben Jahr den James Tait Black Memorial Prize in der Kategorie Fiktionale Literatur. Diese Geschichte eines Herumtreibers, der im Bürgerkrieg seinen besten Freund verrät, wurde 1935 von John Ford verfilmt. Der Film erschien 1950 in den deutschen Kinos unter dem Titel Der Verräter.
Zwischen 1922 und 1932 veröffentlichte er in schneller Abfolge viele Bücher und Geschichten. Seine Werke zeichneten sich teilweise durch einen brutalen Naturalismus aus, aber auch durch psychologische Analyse, Poesie und stellenweise beißende Satire. Sie waren jedoch stets vom Respekt vor dem Mut und der Beharrlichkeit des irischen Volkes gekennzeichnet. Er galt damit als ein führender Vertreter des Irish Revivals, obwohl diese Bewegung eigentlich mit der Gründung des Irischen Freistaats ihr Ende gefunden hatte. In dieser „Post-Yeats-Ära“ steht er somit in einer Reihe mit Sean O’Casey, Frank O’Connor und Sean O’Faolain. O’Flahertys Vorfahren gingen auf den alten O’Flaherty-Clan zurück. Obwohl seine Muttersprache Irisch war, schrieb er seine literarischen Werke überwiegend auf Englisch.
Im Literatenzirkel um George William Russell traf O’Flaherty auf die Avantgarde der damaligen irischen Literaturszene, neben William Butler Yeats auch James Stephens und Margaret Barrington. Letztere lernte er im März 1924 kennen. Obwohl sie mit einem Professor am Trinity College verheiratet war, ließ er sich auf eine Affäre mit ihr ein und zog bereits im Juli 1924 mit ihr nach England. Im Dezember kehrten sie nach Irland zurück.
Nachdem Margaret Barrington von ihrem ersten Mann geschieden war, heiratete O’Flaherty sie und kurz darauf bekamen sie ein Kind, ihre einzige Tochter Pegeen (1926–2022). O’Flaherty hatte mit einer Engländerin eine zweite uneheliche Tochter, Joyce, die 1930 geboren wurde. Die Ehe wurde bereits 1932 wieder geschieden.
O’Flaherty schrieb weiter. In seinem Werk I went to Russia reflektierte er 1931 seine Desillusionierung über den Kommunismus.
In Skerrett, der Geschichte eines melancholischen Insel-Schulmeisters, beschreibt er 1932 den Niedergang der traditionellen bäuerlichen Werte in der modernen Welt.
Darüber hinaus handelten seine Romane immer wieder von Ereignissen der irischen Geschichte, wie zum Beispiel 1937 The Famine, dessen Handlung zur Zeit der Hungersnot in Irland in den 1840er Jahren angesiedelt ist, oder 1950 Insurrection, der vom Osteraufstand 1916 handelt.
Während des Zweiten Weltkriegs lebte er in der Karibik, in Südamerika und in Connecticut. 1946 kehrte er nach Dublin zurück.

### 1951–1984: Ruhestand und Nachwirkung
Ab den 1950er-Jahren ließ O’Flahertys Schaffenskraft nach. Dennoch wurde er durch stets neu aufgelegte Bücher und Übersetzungen, insbesondere seiner Kurzgeschichten, einer breiten Leserschaft, auch zum Beispiel in Deutschland und Frankreich, vertraut.
Er litt zeitlebens unter immer wiederkehrenden Depressionen und Anfällen von Alkoholismus. Bereits 1933 hatte er den ersten von zwei Nervenzusammenbrüchen erlitten.
Seine letzten Lebensjahre verbrachte er bei seiner langjährigen Lebensgefährtin Kitty Harding Tailer am Wilton Place in Dublin.

## Bibliografie

### Romane
Diese Zusammenstellung folgt in der Reihung und Einordnung dem bibliografischen Werk von George Jefferson und ist in diesem Sinne vollständig:
- Thy Neighbour’s Wife, Jonathan Cape, London 1923. Dies war der erste veröffentlichte Roman von Liam O’Flaherty, wenngleich nicht sein erster Versuch. Die letzte Ausgabe dieses Werks wurde von Wolfhound Press herausgegeben, Dublin 1992, ISBN 0-86327-328-9.
- The Black Soul, Jonathan Cape, London 1924. Die aktuelle Taschenbuchausgabe wird herausgegeben von Wolfhound Press, Dublin 1996, ISBN 0-86327-478-1. Wurde von Richard V. Grossmann übersetzt unter dem Titel Die dunkle Seele, Th. Knaur Nachfolger, Berlin 1928, in der Reihe Romane der Welt.
- The Informer, Jonathan Cape, London 1925. Die aktuelle Taschenbuchausgabe wird herausgegeben zusammen mit einem Vorwort von Denis Donoghue von Harvest Book, ISBN 0-15-644356-2. Das Werk wurde von Heinrich Hauser übersetzt unter dem Titel Die Nacht nach dem Verrat, Th. Knaur Nachfolger, Berlin 1928, in der Reihe Romane der Welt. 1984 erschien diese Übersetzung neu als Taschenbuch im Diogenes Verlag, Zürich, unter dem Titel Der Denunziant, ISBN 3-257-21191-0.
- Mr. Gilhooley, Jonathan Cape, London 1926. Eine aktuelle Ausgabe dieses Romans wird herausgegeben von Wolfhound Press, Dublin 1991, ISBN 0-86327-289-4. Wurde von Josephine Sternemann übersetzt unter dem Titel Herr Gilhooley, S. Fischer Verlag, 1931.
- The Assassin, Jonathan Cape, London 1928. Eine aktuelle Taschenbuchausgabe ist erhältlich von Wolfhound Press, Dublin 1993, ISBN 0-86327-368-8. Das Werk wurde von Franz Fein unter dem Titel Der Mörder übersetzt, Th. Knaur Nachfolger, Berlin 1928, in der Reihe Romane der Welt.
- The House of Gold, Jonathan Cape, London 1929.
- Return of the Brute, The Mandrake Press, London 1929. Eine aktuelle Ausgabe wurde von Wolfhound Press herausgegeben, Dublin 1998, ISBN 0-86327-628-8. Dieses Werk wurde übersetzt von Heinrich Hauser unter dem Titel Die Bestie erwacht, S. Fischer Verlag, 1930.
- The Puritan, Jonathan Cape, London 1931. Eine aktuelle Ausgabe ist erhältlich über Merlin Publishing, 2001, ISBN 0-86327-857-4.
- The Ecstasy of Angus, Joiner and Steele, London 1931. Die Auflage lag bei nur 365 Exemplaren, wovon nur 350 in den freien Verkauf gingen, wobei jedes Exemplar nummeriert und von der Hand des Autors signiert wurde. Eine aktuelle Ausgabe erschien bei Wolfhound Press, Dublin 1986, ISBN 0-86327-029-8.
- Skerrett, Victor Gollancz, London 1932. Eine Taschenbuchausgabe ist erhältlich über Wolfhound Press, Dublin 1993, ISBN 0-86327-369-6. Das Werk wurde von Axel Neelmeyer übersetzt unter Beibehaltung des Titels und erschien 1943 in Berlin.
- The Martyr, Victor Gollancz, London 1933.
- Hollywood Cemetery, Victor Gollancz, London 1935.
- Famine, Victor Gollancz, London 1937. Eine aktuelle Taschenbuchausgabe erschien bei Wolfhound Press, Dublin 1994, ISBN 0-86327-043-3. Dieser Roman wurde von Herbert Roch übersetzt und erschien zunächst unter den Titeln Das braune Segel, Safari-Verlag, 1942, und Das schwarze Tal, Dulk, 1952. Später wurde die Übersetzung 1965 von dem Diogenes-Verlag unter dem Titel Hungersnot herausgegeben. Für die aktuelle Taschenbuchausgabe des Diogenes-Verlags wurde der Titel jedoch ein weiteres Mal in Zornige grüne Insel geändert, ISBN 3-257-21330-1.
- Land, Victor Gollancz, London 1946.
- Insurrection, Victor Gollancz, London 1950. Eine aktuelle Taschenbuchausgabe wird herausgegeben über Wolfhound Press, Dublin 1993, ISBN 0-86327-375-0.
- The Wilderness, mit Illustrationen von Jeanette Dunne, Wolfhound Press, Dublin 1978. Eine Taschenbuchausgabe erschien 1986 im gleichen Verlag, ISBN 0-86327-028-X.

### Autobiografische Werke
- Two Years, Jonathan Cape, London 1930.
- I Went to Russia, Jonathan Cape, London 1931. Wurde von Heinrich Hauser übersetzt und erschien unter dem Titel Lügen über Russland im S. Fischer Verlag, 1933. Im Jahr 1971 erschien die gleiche Übersetzung unter dem Titel Ich ging nach Russland im Diogenes-Verlag.
- Shame the Devil, Grayson & Grayson, London 1934. Das Werk wurde zuletzt aufgelegt durch Merlin Publishing, London 1991, ISBN 0-905473-64-7.

### Kurzgeschichten
Beginnend mit der Erzählung The Sniper, die 1923 zuerst im Evening Standard veröffentlicht wurde, schrieb Liam O’Flaherty mindestens 166 Kurzgeschichten in englischer Sprache und mindestens 18 in irischer Sprache. 1999 erschien eine dreibändige Sammlung all seiner bekannten Erzählungen:
- The Collected Stories, Wolfhound Press, Dublin 1999, ISBN 0-86327-675-X.

Einige Auswahlen wurden in die deutsche Sprache übersetzt:
- Der Stromer, übersetzt von Elisabeth Schnack, Reclam 1956.
- Die Landung, übersetzt von Elisabeth Schnack, Nymphenburger Verlag, München 1959.
- Ein Topf voll Gold, übersetzt von Elisabeth Schnack, Reclam 1971.
- Meistererzählungen, zuerst erschienen unter dem Titel Silbervogel, übersetzt von Elisabeth Schnack, Diogenes-Verlag 1961, neu herausgegeben als Taschenbuch 1993, ISBN 3-257-22644-6.
- Der Stromer – 21 Erzählungen aus Irland. Hrsg., übersetzt und mit einem Nachwort von Elisabeth Schnack sowie Zeichnungen von Gertrude Degenhardt. Büchergilde Gutenberg, Frankfurt am Main 1975, ISBN 3-7632-1911-0
- Tiergeschichten. 28 Erzählungen, gesammelt und übersetzt von Elisabeth Schnack. Diogenes Verlag, Zürich 1979, ISBN 3-257-00979-8

### Sonstige Werke
- The Life of Tim Healy, Jonathan Cape, London 1927. Biografie über Timothy Michael Healy, einen irischen Politiker (1855–1931).
- A Tourist's Guide to Ireland, The Mandrake Press, London 1929. Eine aktuelle Ausgabe erschien 1998 bei Wolfhound Press, ISBN 0-86327-589-3. Satirischer Reiseführer. Reclam publizierte 1991 eine Ausgabe in seiner Reihe fremdsprachiger Texte mit Anmerkungen und einem Nachwort von Hans-Christian Oeser, ISBN 3-15-009272-8.

## Verfilmungen (Auswahl)
- 1929: Die Nacht nach dem Verrat nach (The Informer)
- 1935: Der Verräter (The Informer)
- 1937: Der Puritaner (Le puritain)
- 1968: Black Power (Uptight)